# Bedakilina
Bedakilina (łac. bedaquilinum) – wielofunkcyjny organiczny związek chemiczny, lek przeciwprątkowy zastrzeżony do leczenia gruźlicy wielolekoopornej płuc u ludzi.

## Mechanizm działania
Wiąże się podjednostkę a-c F0 syntazy ATP prątków gruźlicy, rozprzęgając proces chemiosmozy, co prowadzi do jałowego cyklu protonowego, zwiększonego zużycia tlenu i jednocześnie istotnego zmniejszenia produkcji ATP, co skutkuje śmiercią komórek, zarówno replikujących, jak i niereplikujących.

## Zastosowanie
- wielolekooporna gruźlica płuc (MDR-TB)[4][6][7]

Znajduje się na wzorcowej liście podstawowych leków Światowej Organizacji Zdrowia (WHO Model Lists of Essential Medicines) (2017).
Jest dopuszczona do obrotu w Polsce (2018).

## Działania niepożądane
Może powodować następujące działania niepożądane u ponad 10% pacjentów: ból głowy, zawroty głowy, nudności, wymioty, ból stawów, natomiast u ponad 1% pacjentów: wydłużenie odstępu QT, biegunka, zwiększenie aktywności aminotransferaz w osoczu oraz ból mięśni.